# 白花葱
白花葱（学名：Allium yanchiense）是葱科葱属的植物，是中国的特有植物。分布在中国大陆的青海、甘肃、河北、山西、宁夏等地，生长于海拔1,300米至2,000米的地区，一般生于阴湿沟底及山坡，目前尚未由人工引种栽培。